# 天靈靈地靈靈
《天靈靈地靈靈》是一部1986年的香港電影恐怖片，龍祥影業出品與發行，為麥大傑導演所執導、由黃百鳴擔任編劇的一部鬼片，劇情描述4位主角LiLi、CiCi、程聖及Rambo在臺北百貨商場遇到鬼並穿梭陰間的奇怪故事。

## 主要演員
| 演員   | 角色        | 設定                                     |
| 柏安妮 | LiLi        | 服飾店女老闆                             |
| 陳嘉玲 | CiCi        | 服飾店女老闆的表妹兼合夥人               |
| 鄭浩南 | 程聖        | 髮廊老闆                                 |
| 董衛廣 | Rambo       | 髮廊店員                                 |
| 徐貴櫻 | 豔桃紅      | 女鬼                                     |
| 小戽斗 | 警衛林伯    | 帶主角一行人找到鏡子的百貨公司警衛       |
| 麦大杰 | 康有為      | 服飾店女老闆高中同學、略懂驅魔法術       |
| 段鐘漳 | 計程車司機  | 帶主角一行人前往陰間的男鬼               |
| 麥皓維 | 劇場老闆    | 男鬼                                     |
| 黃朝盟 | Rambo(前世) | 男主角的前世、縱火犯                     |
| 朱家麟 | LiLi(前世)  | 女主角的前世(但是男性)、縱火犯的同夥共犯 |
| 江怡蓉 | 女殭屍      | 康有為在墓園意外喚醒的殭屍               |
| 黃百鳴 | 康興貴      | 康有為的叔叔、有極高超能力的驅魔大師     |
| 黃君潔 | 女顧客      | 被男鬼殺死的服飾店女顧客                 |
| 曾幼秀 | 女顧客      | 曾到髮廊找程聖調情                       |

## 片頭工作人員表
- 出品人：石天、麥嘉、王應祥
- 監製：淑
- 策劃：黃百鳴
- 製片：馬臺生
- 製片經理：黃松義
- 攝影指導：陳清渠
- 燈光指導：彭志勇
- 藝術指導：馬堅尼
- 武術指導：蘇沅峰
- 故事：李明居
- 編劇：黃百鳴
- 導演：麥大傑[1]

1. ↑  .   [2022-02-18]. （原始内容存档于2022-02-18）.